# 陳全壽
陳 全壽（チン・ゼンジュ、1941年9月9日 - ）とは、中華民国国籍の陸上競技選手である。

## 概要
1966年アジア競技大会に十種競技で出場、銅メダルを獲得。日本に渡航し、東京教育大学体育学部で体育学士、杏林大学大学院医学研究科で医学博士の学位を取得する。東京教育大学陸上競技部在籍中に中華民国代表として1968年メキシコシティーオリンピックに100mと十種競技で出場した。1976年、東京教育大陸上部のOBで台湾生まれの安田矩明に呼ばれて中京大学体育学部講師に就任、スポーツ科学・運動生理学を研究し、助教授、教授と昇進し、1994年に台湾に戻るまで務めた。
中華民国(台湾)への帰国後は自身も党員である民主進歩党の政権下で中華民国行政院教育部体育署の署長に就任。国立台湾体育運動大学の学長も務めた。2020年東京オリンピックに向けた強化委員会の委員長を務める。